# Evolution (Sabrina Carpenter-album)
Az Evolution (vagy EVOLution) Sabrina Carpenter amerikai színész- és énekesnő második stúdióalbuma, amely a Hollywood Records kiadásában jelent meg 2016. október 14-én.
| 1.    | On Purpose            | Sabrina Carpenter Ido Zmishlany                | 3:58 |
| 2.    | Feels Like Loneliness | Carpenter Zmishlany                            | 3:20 |
| 3.    | Thumbs                | Steve Mac Priscilla Renea                      | 3:36 |
| 4.    | No Words              | Carpenter Zmishlany                            | 3:32 |
| 5.    | Run and Hide          | Carpenter Jimmy Robbins                        | 3:29 |
| 6.    | Mirage                | Nick Bailey Carpenter Jeff Halavacs Ryan Ogren | 3:25 |
| 7.    | Don't Want It Back    | Carpenter Steph Jones Rob Persaud              | 3:01 |
| 8.    | Shadows               | Carpenter Jones Persaud                        | 2:52 |
| 9.    | Space                 | Carpenter Daniel Kyriakides Missy Modell       | 3:06 |
| 10.   | All We Have Is Love   | Carpenter Josh Cumbee Afshin Salmani           | 3:02 |
| 33:21 |                       |                                                |      |